# جولاسيكا
جولاسيكا هي كومونا في مقاطعة فريزة، لومبارديا (شمال إيطاليا). أطلق عليها اسمها لثقافة جولاسيكا، وهي حضارة ما قبل التاريخ التي كانت في منطقة نهر تيسينو من العصر البرونزي حتى القرن الأول قبل الميلاد.